# Copa de la Reina de Baloncesto 1979-80
La Copa de la Reina de Baloncesto 1979-80 corresponde a la 18.ª edición de dicho torneo. Se celebró entre el 29 de abril y el 4 de mayo de 1980 en el Polideportivo Virgen del Val de Alcalá de Henares. 
Esta temporada, el Campeonato se disputa en Alcalá de Henares, y participan los seis primeros clasificados de la liga. Los equipos se dividen en dos grupos de 3, donde juegan todos contra todos a una vuelta. El campeón se clasifica para la Copa Ronchetti 1980-81.

## Desarrollo
Esta apretadísima final trajo consigo varias marcas de anotación muy significativas. Los 62 puntos que anotaron Rosa Castillo y Fraile siguen siendo la mejor anotación conjunta de dos compañeras de equipo en una final de la Copa de la Reina, además de una de las dos veces en las que dos compañeras han anotado más de 25 puntos en una final.
Lo de Marisol Paíno en esta Copa merece ser tratado aparte. Venía de meterle 47 puntos al Complutense en la semifinal y prolongó su estado de gracia con 39 puntos en la final. No pudo levantar el título, pero esos 39 se mantienen como la mejor anotación de una jugadora española en una final de la Copa de la Reina.

## Fase de grupos

### Grupo A
| Pos. | Equipo              | PJ | G | P | PF  | PC  | DP  | Pts | Clasificación o descenso   |  | CEL   | IBE   | JUV   |
| ---- | ------------------- | -- | - | - | --- | --- | --- | --- | -------------------------- |  | ----- | ----- | ----- |
| 1    | R. C. Celta de Vigo | 2  | 1 | 1 | 135 | 125 | +10 | 3   | Clasifican a la Fase final |  | —     | 73–59 | –     |
| 2    | GE Iberia           | 2  | 1 | 1 | 144 | 146 | −2  | 3   | Clasifican a la Fase final |  | –     | —     | 85–73 |
| 3    | Club Juven          | 2  | 1 | 1 | 139 | 147 | −8  | 3   |                            |  | 66–62 | –     | —     |

 Fuente: Banco de Resultados

### Grupo B
| Pos. | Equipo             | PJ | G | P | PF  | PC  | DP  | Pts | Clasificación o descenso   |  | PIC | COM   | VAC   |
| ---- | ------------------ | -- | - | - | --- | --- | --- | --- | -------------------------- |  | --- | ----- | ----- |
| 1    | Picadero J. C.     | 2  | 2 | 0 | 161 | 129 | +32 | 4   | Clasifican a la Fase final |  | —   | 89–67 | 72–62 |
| 2    | CD Complutense     | 2  | 1 | 1 | 147 | 164 | −17 | 3   | Clasifican a la Fase final |  | –   | —     | 80–75 |
| 3    | Vacaciones Spantax | 2  | 0 | 2 | 137 | 152 | −15 | 2   |                            |  | –   | –     | —     |

 Fuente: Banco de Resultados

## Fase final
|  | Semifinales         | Semifinales         | Semifinales    |                |                     | Final               | Final          | Final        |  |
|  | 2 de mayo           | 2 de mayo           | 2 de mayo      |                |                     | 4 de mayo           | 4 de mayo      | 4 de mayo    |  |
|  |                     |                     |                |                |                     |                     |                |              |  |
|  |                     |                     |                |                |                     |                     |                |              |  |
|  | R. C. Celta de Vigo | R. C. Celta de Vigo | 80             |                |                     |                     |                |              |  |
|  | R. C. Celta de Vigo | R. C. Celta de Vigo | 80             |                |                     |                     |                |              |  |
|  | CD Complutense      | CD Complutense      | 75             |                |                     |                     |                |              |  |
|  | CD Complutense      | CD Complutense      | 75             |                | R. C. Celta de Vigo | R. C. Celta de Vigo | 82             |              |  |
|  |                     |                     |                |                | R. C. Celta de Vigo | R. C. Celta de Vigo | 82             |              |  |
|  |                     |                     | Picadero J. C. | Picadero J. C. | 83                  |                     |                |              |  |
|  | Picadero J. C.      | Picadero J. C.      | Picadero J. C. | Picadero J. C. | 83                  | 83                  |                |              |  |
|  | Picadero J. C.      | Picadero J. C.      |                |                |                     | 83                  |                |              |  |
|  | GE Iberia           | GE Iberia           | 77             |                |                     | Tercer lugar        | Tercer lugar   | Tercer lugar |  |
|  | GE Iberia           | GE Iberia           | 77             |                |                     | Tercer lugar        | Tercer lugar   | Tercer lugar |  |
|  |                     |                     |                |                |                     |                     |                |              |  |
|  |                     |                     |                |                |                     | CD Complutense      | CD Complutense | 77           |  |
|  |                     |                     |                |                |                     | CD Complutense      | CD Complutense | 77           |  |
|  |                     |                     |                |                |                     | GE Iberia           | GE Iberia      | 71           |  |
|  |                     |                     |                |                |                     | GE Iberia           | GE Iberia      | 71           |  |
|  |                     |                     |                |                |                     |                     |                |              |  |

### Final
| 4 de mayo de 1980, 12:30 | R. C. Celta de Vigo                | 82–83       | Picadero J. C.           |                                                                                       |  |
|                          | Marcador por tiempos: 34–46, 48–37 |             |                          |                                                                                       |  |
|                          | Estadísticas Marisol Paíno 39      | Reporte Pts | Estadísticas Castillo 36 | Pabellón: Polideportivo Virgen del Val, Alcalá de Henares Árbitros: Cuadra, Arencibia |  |

| Ganadoras de la Copa de la Reina 1979-80 |
| ---------------------------------------- |
| Picadero J. C. 5º título                 |